# قرية المفتي
قرية المفتي أحد الأحياء السكانية المزدحمة في مدينة الحسكة في الجمهورية العربية السورية، يمتد بمحاذاة نهر الجغجغ شرقاً وشمالاً، يضم الحي خليطا من الأكراد والعرب، وقد سميت بهذا الاسم نسبة إلى مفتي الحسكة الذي كان يسكن هذه المنطقة. توجد فيها أصول كردية معروفة ومنها، القرة كيج، البادينية، كابارا، دقورية، الملّان، البيرتية، كيكان.الاومرية. ويعتبر هذا الحي من الأحياء المهملة من النواحي الصحية والثقافية والاتصالات.